# Dood van Baby P
Baby P (1 maart 2006 – 3 augustus 2007) (ook wel bekend als "Kind A" en "Baby Peter") is de alias van een 17 maanden oude jongen die stierf in Londen aan de gevolgen van mishandeling (meer dan 50 verwondingen) over een periode van acht maanden waarin hij verschillende malen werd gezien door sociale instanties. De moeder van het kind, haar vriend en een kostganger zijn veroordeeld voor aanklachten van mishandeling, nalatigheid en/of het nalaten van ingrijpen.
De zaak is breed uitgemeten in de Engelse en internationale pers en veroorzaakte veel opschudding omdat tijdens het onderzoek naar de dood van het kind bleek dat diverse verantwoordelijke instanties, zoals de kinderbescherming, niet of onvoldoende maatregelen namen ondanks de vele aanwijzingen dat het kind in gevaar was. In hetzelfde district werd Victoria Climbie vermoord onder vergelijkbare omstandigheden.

## Aanloop naar de dood
Baby werd geboren op 1 maart 2006. In november van dat jaar trok de nieuwe vriend van de moeder in het huis. Een maand later, december 2006, constateerde de huisarts dat het kind diverse kneuzingen had op zijn gezicht en borst. De moeder van het kind werd gearresteerd en de baby werd opgevangen door een bevriend gezin. De baby ging in januari 2007 weer naar huis en zijn moeder. In de daarop volgende maanden werd het kind twee keer opgenomen in het ziekenhuis vanwege blessures zoals kneuzingen, krassen en een zwelling aan zijn hoofd. De moeder werd in mei 2007 opnieuw aangehouden.
In juni 2007 werd de politie ingeschakeld door een sociaal werker die verdachte blessures vond bij de baby. Een medisch onderzoek wees uit dat de blessures veroorzaakt waren door mishandeling. Op 4 juni werd het kind ondergebracht bij vrienden. Ruim een maand later, op 25 juli, rapporteerde de verantwoordelijke instantie, de Haringey's Children & Young People's Service dat er onvoldoende redenen waren om juridische stappen in de vorm van care proceedings te starten.
Op 1 augustus werd de baby onderzocht door een arts in het Noord-Londense ziekenhuis St Ann's Hospital. De volgende dag kreeg de moeder bericht dat zij niet zou worden vervolgd voor kindermishandeling. En weer een dag later, op 3 augustus 2007, werd Baby P. dood aangetroffen in zijn wiegje.
Tijdens sectie na de dood van het kind bleek de baby vele verwondingen te hebben waaronder een gebroken rug en ribben. Volgens het onderzoek had het kind deze verwondingen opgelopen vóór zijn laatste medische onderzoek op 1 augustus door de arts Sabah Al-Zayyat.

## Veroordeling
Op 11 november 2008 werd de 36-jarige kostganger Jason Owen samen met de 32-jarige vriend/partner van de moeder veroordeeld voor het veroorzaken of het niet voorkomen van de dood van een kind of kwetsbaar persoon. Ook de 27-jarige moeder van de baby bekende schuldig te zijn aan deze aanklacht. Eerder in het proces waren de moeder en vriend niet veroordeeld voor moord wegens gebrek aan bewijs. Een jury verklaarde ook de kostganger onschuldig aan moord.
De zitting voor de strafbepaling werd uitgesteld van 15 december 2008 naar maart of april 2009.

## Gevolgen
De lokale overheid, Haringey, startte een intern onderzoek naar de tekortkomingen in deze zaak. Het complete rapport n.a.v. dit onderzoek was reeds maanden gereed maar werd niet vrijgegeven. Deze samenvatting werd een dag na afloop van de rechtszaak openbaar gemaakt.
Ook is onderzoek gedaan naar het doen en laten van de arts die het kind twee dagen voor zijn dood onderzocht. Tijdens dit onderzoek werd de arts geschorst.
Ed Balls, staatssecretaris voor kinderen, families en scholen, liet een extern onderzoek uitvoeren naar het handelen van de lokale overheid en relevante instanties. Dit onderzoek werd aangekondigd na vragen van oppositieleider David Cameron aan premier Gordon Brown tijdens het wekelijkse vragenuurtje. Het rapport werd gepresenteerd aan de ministerraad op 1 december. Tijdens de persconferentie hierna kondigde het kabinet aan dat zij de ongebruikelijke stap hadden genomen om de hoofdverantwoordelijke ambtenaar in Haringey, mw. Sharon Shoesmith, te ontslaan uit haar functie als hoofd van de afdeling Childrens Services. Ook werd het ontslag van betrokken hulpverleners aangekondigd, die in een eerder stadium geweigerd hadden op te stappen.
Ook werden nog drie andere onderzoeken aangekondigd.
- De rol van alle instanties inzake Baby P. inclusief de gezondheidsdiensten, politie en het lokale bestuur van Haringey
- Een onderzoek naar het overtreden van de richtlijnen en instructies
- Lord Laming, die eerder de dood van Victoria Climbié onderzocht, zal kijken in hoeverre zijn aanbevelingen van destijds landelijk zijn ingevoerd.